# ホワイトバレースキー場
ホワイトバレースキー場（ホワイトバレーすきーじょう）は、群馬県利根郡みなかみ町にあるスキー場である。

## 概要
ペアリフト2基をくの字に配置したコンパクトなスキー場。
新雪があった場合上部ゲレンデの大部分を非圧雪とする、パウダー愛好者向けの営業を行っている。

## ゲレンデ
- ファンタジー(初級 400m 最大斜度14度 平均10度)
- チャンピオン(上級 800m 最大斜度35度 平均25度)
- ホワイトヘブン(中上級 600m 最大斜度30度 平均30度)
- ファイティング (上級 1,000m 最大斜度25度 平均22度)
- フォレスト (中上級 900m 最大斜度25度 平均18度)

## リフト
- ペアリフト 2基(400m, 1,000m)

## 交通
- 関越自動車道水上ICより7km。約15分。

## 沿革
- 1962年(昭和37年) - 谷川温泉観光開発株式会社により谷川温泉ホワイトバレースキー場の名称で開業。
- 2013年(平成25年) - 2013-2014シーズンからノルン水上スキー場を運営する群馬スノーアライアンス株式会社が運営協力を開始。このためノルン水上スキー場と協力した営業体制をとりはじめている。（3シーズンで終了）